# Paul-Greifzu-Schule
Die Paul-Greifzu-Schule ist eine der beiden staatlichen Regelschulen der kreisfreien Stadt Suhl. Etwa 200 Schüler werden von etwa 20 Lehrkräften unterrichtet. Die Schule verfügt über eine eigene „Zooschule“.

## Geschichte
Die Schule wurde 1975 als 11. POS eröffnet, benannt nach Alexej Schumawzow (1925–1942), einem sowjetischen Partisanen des Zweiten Weltkriegs. Erst 20 Jahre später wurde sie nach dem deutschen Rennfahrer Paul Greifzu benannt. 1999 wurde eine Turnhalle auf dem Grundstück der Paul-Greifzu-Schule errichtet. Während des Schuljahres 2002/2003 wurde die Regelschule komplett saniert. Der Unterricht fand in diesem Schuljahr, unter anderem in der angrenzenden Grundschule „Am Himmelreich“, statt. Im August 2003 wurde die Schule feierlich wiedereröffnet.
Die Zooschule entstand 1976 und wird so oft wie möglich in den Unterricht eingebunden. Der Zoo ist öffentlich zugänglich und wird auch regelmäßig von Hort- und Kindergartengruppen genutzt. Außerdem werden mit den Tieren zur therapeutischen Hilfe Behindertenschulen und Altersheime besucht.